# Wik Peoples v Queensland
Wik Peoples v State Of Queensland and Others was een rechtszaak in Australië waarmee de Wik het concept van de native title wisten op te rekken. De uitspraak van de rechtbank was van betekenis voor alle Aboriginalvolkeren in Australië. De zaak ligt in het verlengde van het Mabo-vonnis van 1992.

## De Mabo-zaak
In 1992 erkende de hoogste rechtbank van Australië in de rechtszaak Mabo v Queensland (No 2) dat Aboriginals native-title-rechten over land kunnen hebben. De rechtbank oordeelde echter dat native title wordt uitgewist door bepaalde overheidshandelingen, zoals het verstrekken van eigendoms- of pachtovereenkomsten. Het Mabo-vonnis vond zijn weerslag in de Native Title Act 1993.

## De Wik-zaak
Op 30 juni 1993, nog voor de Native Title Act van kracht werd, startten de Wik een rechtszaak bij de federale rechtbank, waarin zij native title claimden over land dat was verpacht voor het weiden van vee (pastoral lease) en land waarvoor mijnconcessies waren verleend. De rechtszaak werd bekend onder de naam Wik Peoples v State Of Queensland and Others.
De Wik argumenteerden dat hun native-title-rechten niet waren uitgewist door de pachtverdragen en dat de wetten die de mijnconcessies regelden ongeldig waren. 
In maart 1994 werd de rechtszaak verdaagd in verband met de inwerkingtreding van de Native Title Act. De Wik kregen hierdoor de gelegenheid om hun claim aan het nieuwe National Native Title Tribunal voor te leggen. In mei werd de zaak weer voortgezet. 
Op 29 januari 1996 wees de federale rechtbank de eis van de Wik af. De rechter oordeelde dat pachters een exclusief gebruiksrecht hebben en dat een pastoral lease native title uitwist. Verder bepaalde de rechtbank dat de mijnconcessies geldig waren. 
De Wik gingen in hoger beroep bij de hoogste rechtbank van Australië, de High Court of Australia. De zaak ging op 11 juni 1996 van start en de uitspraak volgde op 23 december 1996. Dit keer oordeelde de rechtbank deels in het voordeel van de Wik. Native title wordt niet per definitie uitgewist door een pastoral lease. Dit is alleen het geval wanneer de pastoral lease een duidelijk geformuleerde intentie voor het uitwissen van native title omvat. Een meerderheid van de rechters was van mening dat pastoral leases en native title naast elkaar kunnen bestaan. Alleen daar waar de belangen van pachters en traditionele eigenaren tegenstrijdig zijn, hebben pachtrechten voorrang.
De High Court oordeelde tevens dat de mijnconcessies geldig waren en wees dit deel van de Wik-claim af.

## Impact van het Wik-vonnis
Ongeveer 42% van de Australische landmassa is verpacht voor het weiden van vee. In sommige staten is dit zelfs 70 tot 80%.
De uitspraak zorgde voor veel ophef in Australië. Vooral de agrarische lobby klaagde dat de uitspraak voor onzekerheid onder veehouders leidde en eiste dat native title over pastoral leases voor eens en altijd moest worden uitgewist.
Aboriginalpolitici en -academici wezen erop dat de bevindingen van de High Court in West-Australië, Zuid-Australië en het Noordelijk Territorium al lang hun neerslag hadden gevonden in wetgeving. In deze staten hebben de Aboriginals toegang tot pastoral leases en er zijn geen aanwijzingen dat de vee-industrie hieronder heeft geleden.

## Wik Summit
Enkele weken na de Wik-uitspraak organiseerde de Cape York Land Council in Cairns een bijeenkomst om samen met belanghebbenden over de gevolgen van het vonnis te spreken en naar gemeenschappelijke oplossingen te zoeken. 
De vertegenwoordigers van de Wik presenteerden hier drie basisprincipes:
- Native-title-rechten over pastoral leases mogen niet worden uitgewist.
- De Racial Discrimination Act (antidiscriminatiewet) mag niet worden gewijzigd of overtreden.
- Native-title-kwesties moeten tot economische, sociale en culturele verbeteringen voor de Aboriginals leiden.

## Native Title Amendment Act 1998
Om de mijnbouwlobby en de vee-industrie tegemoet te komen, werden de native-title-rechten weer beperkt. Dit gebeurde met de Native Title Amendment Act 1998 die in een wijziging van de Native Title Act 1993 voorzag.

## Overeenkomst met Comalco
Op 24 augustus 2001 sloten traditionele eigenaren uit Aurukun, Napranum, Mapoon en New Mapoon een Indigenous Land Use Agreement (ILUA) met Comalco Aluminium Limited. De ILUA is geregistreerd bij het National Native Title Tribunal en voorziet in een jaarlijkse vergoeding ter hoogte van 5 miljoen Australische Dollar in ruil voor onbeperkte mijnbouwactiviteiten op in de overeenkomst nader bepaalde stukken land.